# Rio de Janeiro Challenger
Il Rio de Janeiro Challenger è stato un torneo professionistico di tennis giocato su campi in cemento. Faceva parte dell'ATP Challenger Series. Si giocava annualmente, salvo alcune interruzioni, a Rio de Janeiro in Brasile dal 1980 al 2001.

## Albo d'oro

### Singolare
| Anno       | Campione         | Finalista          | Punteggio     |
| ---------- | ---------------- | ------------------ | ------------- |
| 1980       | Carlos Kirmayr   | Carlos Lando       | 6–4, 6–0      |
| 1981       | Júlio Góes       | Pablo Arraya       | 6–3, 6–3      |
| 1982       | João Soares      | Mark Dickson       | 6–1, 0–6, 6–1 |
| 1983- 1984 | Non disputato    | Non disputato      | Non disputato |
| 1985       | Givaldo Barbosa  | Marcelo Hennemann  | 7–5, 6–3      |
| 1985 (2)   | Víctor Pecci     | César Kist         | 6–2, 6–7, 6–3 |
| 1986       | Luiz Mattar (1)  | Alejandro Ganzábal | 6–7, 6–4, 6–3 |
| 1986 (2)   | Cássio Motta     | Carlos Kirmayr     | 6–2, 6–3      |
| 1987       | Non disputato    | Non disputato      | Non disputato |
| 1988       | Javier Frana     | Cássio Motta       | 7–5, 4–6, 6–3 |
| 1989       | Luiz Mattar (2)  | Francisco Roig     | 6–4, 6–3      |
| 1990       | Luiz Mattar (3)  | Luis Herrera       | 6–3, 3–6, 6–3 |
| 1991- 1994 | Non disputato    | Non disputato      | Non disputato |
| 1995       | Nicolás Pereira  | João Cunha e Silva | 7–5, 6–3      |
| 1996- 1999 | Non disputato    | Non disputato      | Non disputato |
| 2000       | Alexandre Simoni | Karim Alami        | 6–3, 7–5      |
| 2001       | Kristian Pless   | Ricardo Mello      | 6–1, 6–1      |

### Doppio
| Anno       | Campioni                          | Finalisti                              | Punteggio            |
| ---------- | --------------------------------- | -------------------------------------- | -------------------- |
| 1980       | Ricardo Cano Cássio Motta (1)     | Alejandro Ganzábal Gustavo Guerrero    | 6–4, 6–4             |
| 1981       | Givaldo Barbosa (1) João Soares   | Guillermo Aubone Carlos Lando          | 6–4, 6–3             |
| 1982       | Dominique Bedel Belus Prajoux     | Mark Dickson Joel Hoffman              | 6–2, 6–7, 6–2        |
| 1983- 1984 | Non disputato                     | Non disputato                          | Non disputato        |
| 1985       | Givaldo Barbosa (2) Ivan Kley     | Marcos Hocevar Alexandre Hocevar       | 6–1, 6–3             |
| 1985 (2)   | Carlos Di Laura Emilio Sánchez    | Gustavo Guerrero Gustavo Tiberti       | 4–6, 6–4, 6–2        |
| 1986       | Carlos Kirmayr Cássio Motta (2)   | Givaldo Barbosa Edvaldo Oliveira       | 7–5, 6–4             |
| 1986 (2)   | Eduardo Bengoechea Diego Pérez    | Nelson Aerts Fernando Roese            | 6–7, 7–6, 6–4        |
| 1987       | Non disputato                     | Non disputato                          | Non disputato        |
| 1988       | Bruce Derlin Tony Mmoh            | Horacio de la Peña Javier Frana        | 6–7, 7–5, 6–3        |
| 1989       | Charles Beckman Shelby Cannon     | Dácio Campos Luiz Mattar               | 6–3, 6–2             |
| 1990       | Roger Smith Tobias Svantesson     | Shelby Cannon Alfonso Mora             | 7–5, 6–4             |
| 1991- 1994 | Non disputato                     | Non disputato                          | Non disputato        |
| 1995       | João Cunha e Silva Óscar Ortiz    | Jean-Philippe Fleurian Nicolás Pereira | 7–5, 4–6, 6–1        |
| 1996- 1999 | Non disputato                     | Non disputato                          | Non disputato        |
| 2000       | Doppio non disputato              | Doppio non disputato                   | Doppio non disputato |
| 2001       | Justin Gimelstob David Macpherson | Julian Knowle Michael Kohlmann         | 7–6(5), 6–3          |